# Osmorreceptor
Un osmorreceptor es un receptor sensorial que se encuentra principalmente en el hipotálamo de la mayoría de los organismos homeotérmicos y que detecta cambios en la presión osmótica. Los osmorreceptores se pueden encontrar en varias estructuras, incluidos dos de los órganos circunventriculares: el órgano vascular de la lámina terminal y el órgano subfornical. Contribuyen a la osmorregulación, controlando el equilibrio de líquidos en el cuerpo. Los osmorreceptores también se encuentran en los riñones, donde también modulan la osmolaridad.

## Mecanismo de activación en humanos.
Los osmorreceptores se localizan en el órgano vascular de la lámina terminal (VOLT, por sus siglas en inglés), un órgano circunventricular que carece de barrera hematoencefálica. Tienen una funcionalidad definida como neuronas dotadas de la capacidad de detectar la osmolaridad del líquido extracelular. El VOLT está fuertemente interconectado con el núcleo preóptico medio, y juntas estas estructuras comprenden la región anteroventral del tercer ventrículo. Los osmorreceptores tienen proteínas de acuaporina 4 que atraviesan sus membranas plasmáticas en las que el agua puede difundirse, desde una zona de baja osmolaridad a una de alta osmolaridad. En los procesos osmóticos el agua siempre pasa del compatiemento de menor osmolaridad (hipotónico) al de mayor osmolaridad (hipertónico).  Si la osmolaridad plasmática se eleva por encima de 290 mOsmol/kg, el plasma queda hipertónico y la célula hipertónica, por osmosis el agua se desplazará de hipotonico (célula) a hipertónico (plasma).  Cómo la célula pierde agua el osmorreceptor reduce su tamaño. En la membrana celular hay canales de cationes inactivados por estiramiento (SIC, por sus siglas en inglés), por lo tanto cuando la célula se encoge, se abren estos canales (cesa la inhibición) y permiten la entrada de iones con carga positiva, como los iones Na+ y K+. Esto provoca una despolarización inicial del osmorreceptor y activa el canal de sodio dependiente de voltaje, que a través de un complejo cambio conformacional, permite la entrada de más iones de sodio en la neurona, lo que conduce a una mayor despolarización y a la generación de un potencial de acción. Este potencial de acción viaja a lo largo del axón de la neurona y provoca la apertura de los canales de calcio dependientes de voltaje en la terminal del axón. Esto conduce a una afluencia de Ca2+, debido a que los iones de calcio se difunden en la neurona a lo largo de su gradiente electroquímico. Los iones de calcio se unen a la subunidad sinaptotagmina 1 de la proteína SNARE unida a la membrana de la vesícula que contiene arginina-vasopresina (AVP). Esto provoca la fusión de la vesícula con la membrana postsináptica neuronal. Posteriormente se produce la liberación de AVP en la hipófisis posterior, por lo que la vasopresina se secreta en el torrente sanguíneo de los capilares cercanos.

## Mácula densa
La región de la mácula densa del aparato yuxtaglomerular del riñón es otro modulador de la osmolaridad sanguínea. La mácula densa responde a cambios en la presión osmótica a través de cambios en la tasa de flujo de iones de sodio (Na+) a través de la nefrona. La disminución del flujo de Na+ estimula la retroalimentación tubuloglomerular para autorregularse, una señal (que se cree que está regulada por la adenosina ) enviada a las células yuxtaglomerulares cercanas de la arteriola aferente, lo que hace que las células yuxtaglomerulares liberen la proteasa renina a la circulación. La renina escinde el zimógeno angiotensinógeno, siempre presente en el plasma como resultado de la producción constitutiva en el hígado, en una segunda forma inactiva, angiotensina I, que luego se convierte en su forma activa, angiotensina II, por la enzima convertidora de angiotensina (ECA), que se distribuye ampliamente en los pequeños vasos del cuerpo, pero se concentra particularmente en los capilares pulmonares de los pulmones. La angiotensina II ejerce efectos en todo el sistema, lo que desencadena la liberación de aldosterona de la corteza suprarrenal, la vasoconstricción directa y los comportamientos de sed que se originan en el hipotálamo .